# Калфин, Ивайло
Ивайло Георгиев Калфин (род. 30 мая 1964, София) — болгарский государственный и политический деятель, дипломат, министр иностранных дел Болгарии (2005—2009), депутат Европейского парламента (2009—2014), кандидат на выборах президента Болгарии (2011), вице-премьер по демографической и социальной политике и министр труда и социальной политики (с 7 ноября 2014).

## Биография

### Ранние годы
Родился в Софии в 1964 году. В 1988-м получил степень магистра экономиста-международника в Софийском университете. В 1999-м окончил британский университет Лафборо, где получил степень специалиста по международному банковскому делу. В начале 90-х годов работал в крупнейших фирмах, оказывающих услуги по экономическому консультированию.

### Политическая карьера
Калфин начал свою политическую карьеру в 1994-м, став депутатом Народного собрания страны. Был членом парламентской комиссии по международным отношениям и финансовой политике. В 2001 и 2003 годах работал членом наблюдательной миссии ОБСЕ в Косово.
Возглавил болгарский МИД в правительстве Сергея Станишева в 2005 году.
Ивайло Калфин является депутатом Европейского парламента, входит в прогрессивный альянс социалистов и демократов. Он был избран в Европейский парламент в качестве лидера списка «Болгарской социалистической партии» 5 июня 2009 года. В Европейском парламенте Калфин являлся главой фракции болгарских социалистов. Он работал в нескольких комитетах парламента. Как экономист, Калфин больше внимания уделял комитету по бюджету, где он был выбран вице-председателем.
В январе 2014 года Калфин подал отставку с поста лидера болгарских социалистов в Европарламенте.
Участвовал на выборах в Европарламент от недавно созданной партии «Альтернатива болгарского возрождения» (АБВ). Партия получила мало голосов и осталась без депутатских мандатов.
7 ноября 2014 года назначен на должности вице-премьера по демографической и социальной политике и министра труда и социальной политики во втором правительстве Бойко Борисова.

### Президентские выборы
В 2011 году стало известно, что Калфин будет кандидатом в президенты Болгарии от Болгарской социалистической партии. Он был выдвинут на более чем ста низовых партийных организациях и получил 60 % голосов в национальном совете партии. Его назначение было одобрено 47-м съездом БСП.
Выборы прошли 23 октября 2011. Ивайло Калфин стал вторым, набрав почти 29 % голосов. Калфин и победивший в первом туре Росен Плевнелиев вышли во второй тур.
Второй тур состоялся 30 октября. Ивайло Калфин не смог опередить своего оппонента и с 47,44 % голосов занял второе место. Новым президентом Болгарии был избран Росен Плевнелиев, который получил свыше 52 % голосов избирателей.

## Личная жизнь
Среди увлечений Калфина — сквош, дайвинг. Он владеет английским, испанским, французским и русским языками. Женат, воспитывает дочь.